# Toi et moi (chanson de Namie Amuro)
Pour les articles homonymes, voir Toi et moi.
Singles de Namie Amuro
Respect the Power of Love
(1999) Something 'bout the Kiss
(1999)
Toi et moi est le 12e single régulier de Namie Amuro sorti sur le label Avex Trax, ou le 14e sous son seul nom en comptant ceux sortis sur le label Toshiba-EMI.
Il sort le 7 juillet 1999 au Japon, coécrit et produit par Tetsuya Komuro, et atteint la 3e place du classement de l'Oricon. Il se vend à 121 970 exemplaires la première semaine, et reste classé pendant 11 semaines, pour un total de 272 110 ventes. C'est alors sa plus faible vente d'un single sorti sous son seul nom. C'est son premier single dans le genre Urban, délaissant ponctuellement la pop qui avait fait son succès.
La chanson-titre a servi de thème original japonais au film anime Pokémon 2 : Le Pouvoir est en toi. Elle ne figure sur aucun album ni compilation de l'artiste, mais figurera sur une compilation de chansons liées à Pokémon sortie en 2001, Pokemon Songs Best Collection 2. Les autres titres du single en sont des versions remixées. Les paroles sont coécrites par Marc Panther.

## Liste des titres
| 1. | toi et moi -Straight Run-        | 4:17 |
| 2. | toi et moi -A&S NY Bounce Remix- | 5:17 |
| 3. | toi et moi -TV Mix-              | 4:15 |